# Cordillera Occidental (Ecuador)
 Die Cordillera Occidental, zu deutsch „Westkordillere“, ist die westliche der beiden Andenkordilleren in Ecuador, während die parallel verlaufende östliche als Cordillera Real, „Königskordillere“, oder Cordillera Central, „Zentralkordillere“ bekannt ist. Zwischen beiden befinden sich diverse innerandine Becken.
Die Westkordillere trennt sich im Norden Perus von der Zentralkordillere und verläuft auf dem Staatsgebiet Ecuadors parallel zu dieser. Im Norden Ecuadors und dem Süden Kolumbiens vereinen sich beide wieder, bis im Knoten von Pasto in Südkolumbien die Kordillere sich erneut in drei Teile spaltet. Die Westkordillere ist geologisch jünger als die Zentralkordillere und im Durchschnitt niedriger. Jedoch gehört zu ihr auch der Chimborazo, der mit 6267 m höchste Berg des Landes, ebenso wie der Carihuairazo (5018 m) und die Illinizas (5248 m und 5126 m). 
Gebirgszüge der Anden, die als Cordillera Occidental bezeichnet werden, gibt es auch in Kolumbien und Bolivien.